# Parlamentswahl in der Republik Moldau 2010
- PCRM: 42
- PDM: 15
- PL: 12
- PLDM: 32

Die Parlamentswahl in der Republik Moldau 2010 fand am 28. November 2010 statt. Sie war notwendig geworden, nachdem die Wahl eines Staatspräsidenten nach der Parlamentswahl im Juli 2009 in mehreren Anläufen gescheitert war.

## Vorfeld
Die Regierungsparteien wollten ursprünglich, dass zeitgleich die Wahl des Staatspräsidenten abgehalten würde. Eine Volksabstimmung am 5. September 2010 über die Wiedereinführung der Direktwahl des Staatsoberhauptes scheiterte jedoch an einer zu geringen Wahlbeteiligung.
Im Juni 2010 änderte das Parlament das Wahlrecht; u. a. wurde die Sperrklausel von 5 % auf 4 % gesenkt. Während der Regierungszeit der PCRM wurde die Wahlgesetzgebung häufig kritisiert, da sie die aus mehreren kleineren Parteien bestehende damalige Opposition gegenüber der großen Regierungspartei benachteiligte.

## Wahlergebnis

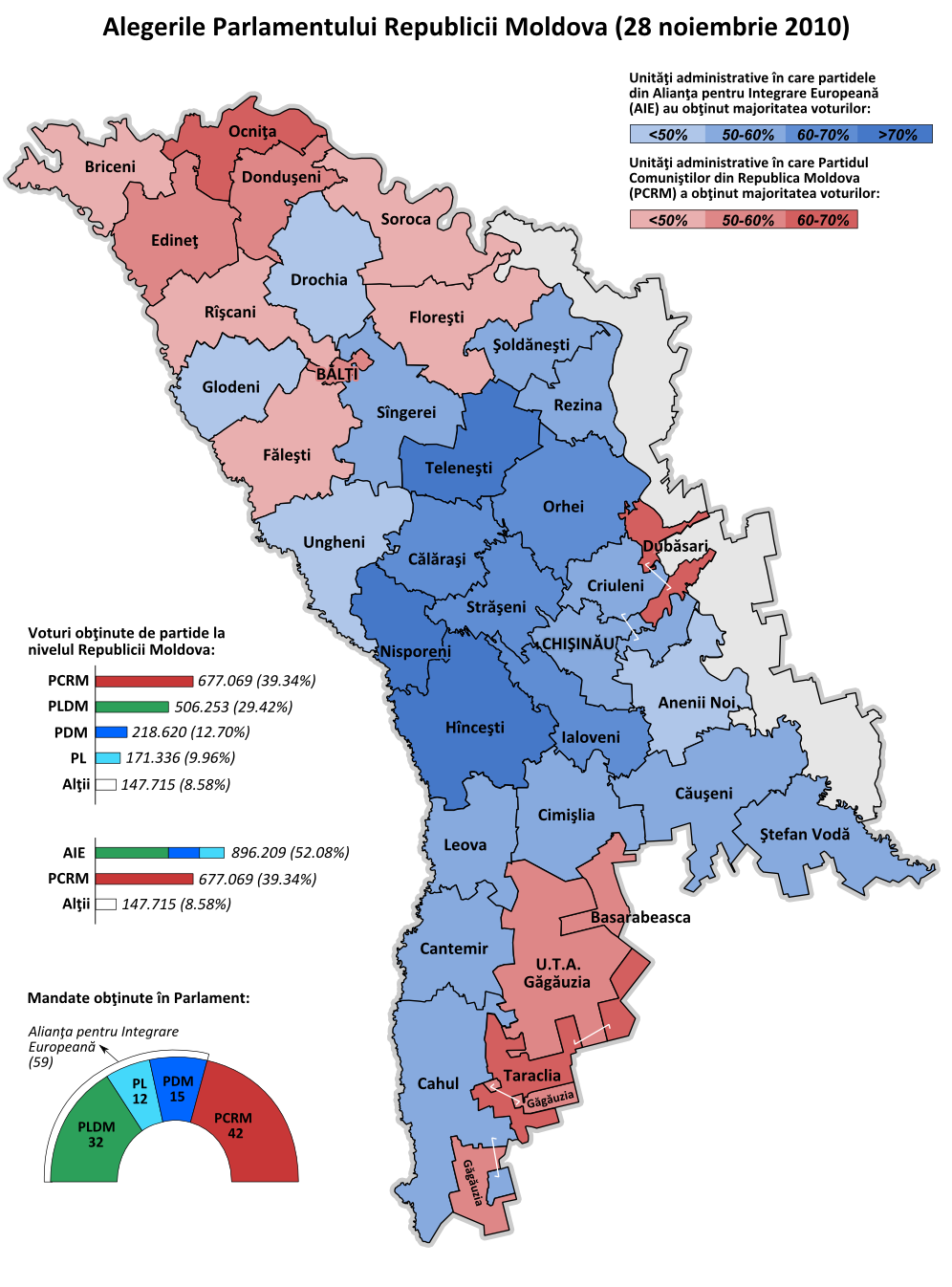
Ergebnisse in den Regionen: blau = Stimmenmehrheit für die Regierungskoalition; rot = Mehrheit für die Kommunistische Partei

Die Kommunistische Partei, die bis zu der Wahl im April 2009 Moldau mit der zur Wahl des Präsidenten nötigen Dreifünftelmehrheit im Parlament regierte, verlor weiter an Boden. Wie bereits beim letzten Urnengang im Juli 2009 mussten die Kommunisten erneut einen Stimmenrückgang von etwa 5 % verbuchen. Dennoch stellen sie weiterhin die stärkste Fraktion im Parlament.
Die nach der letzten Parlamentswahl gebildete Regierungskoalition der „Allianz für europäische Integration“ (AEI) konnte ihren Stimmenanteil um 3 % verbessern. Die kleinste der vier bisherigen Regierungsparteien, die Allianz „Unsere Moldau“ (AMN), verfehlte jedoch die für den Einzug ins Parlament zu überwindende Vierprozenthürde, wodurch ihre Stimmen (2,1 %) für die Koalition faktisch verloren gingen. Innerhalb der westlich orientierten Kräfte, die bislang auf drei mehr oder weniger gleich große Parteien sowie eine kleinere Partei (die AMN) verteilt waren, zeichnete sich eine Konsolidierung der Kräfteverhältnisse ab. Während die AMN in die Bedeutungslosigkeit versank, erreichten die Liberaldemokraten (PLDM) unter Ministerpräsident Vlad Filat mit 29,4 % mehr Stimmen als alle anderen Koalitionspartner zusammen.
Die für die Wahl des Staatspräsidenten notwendige Dreifünftelmehrheit wurde von der Regierungskoalition AEI erneut verfehlt, wenn auch nur um zwei Mandate. Sofern weiterhin keine Einigung zwischen den sich gegenüberstehenden Lagern (AEI und Kommunisten) erreicht wird, droht eine Fortsetzung der Pattsituation, was gemäß der moldauischen Verfassung zu einer erneuten vorgezogenen Parlamentswahl führen würde.
| Partei            | Partei                                              | Stimmen   | Stimmen | Stimmen | Sitze  | Sitze |
| Partei            | Partei                                              | Anzahl    | %       | +/−     | Anzahl | +/−   |
| ----------------- | --------------------------------------------------- | --------- | ------- | ------- | ------ | ----- |
|                   | Kommunistische Partei der Republik Moldau (PCRM)    | 677.069   | 39,34   | −5,35   | 42     | −6    |
|                   | Liberaldemokratische Partei Moldaus (PLDM)          | 506.253   | 29,42   | +12,85  | 32     | +14   |
|                   | Demokratische Partei Moldaus (PDM)                  | 218.620   | 12,70   | +0,16   | 15     | +2    |
|                   | Liberale Partei (PL)                                | 171.336   | 9,96    | −4,72   | 12     | −3    |
|                   | Allianz „Unsere Moldau“ (AMN)                       | 35.289    | 2,05    | −5,30   | —      | −7    |
|                   | Bewegung "Europäische Aktion" (MAE)                 | 21.049    | 1,22    | +1,22   | —      | —     |
|                   | Humanistische Partei Moldaus (PUM)                  | 15.494    | 0,90    | +0,90   | —      | —     |
|                   | Nationale Liberale Partei (PNL)                     | 10.938    | 0,64    | +0,64   | —      | —     |
|                   | Sozialdemokratische Partei (PSD)                    | 10.156    | 0,59    | −1,27   | —      | —     |
|                   | Christlich-Demokratische Volkspartei (PPCD)         | 9.038     | 0,53    | −1,38   | —      | —     |
|                   | Partei "Vereinigte Republik Moldau" (PMUEM)         | 8.238     | 0,48    | +0,48   | —      | —     |
|                   | Partei für Volk und Land (PpNŢ)                     | 4.819     | 0,28    | +0,28   | —      | —     |
|                   | Roma-Bewegung in der Republik Moldau (MRRM)         | 2.394     | 0,14    | +0,14   | —      | —     |
|                   | Konservative Partei (PC)                            | 2.089     | 0,12    | +0,12   | —      | —     |
|                   | Republikanische Volkspartei (PPR)                   | 1.997     | 0,12    | +0,12   | —      | —     |
|                   | Bewegung "Gleichberechtigung" (MR)                  | 1.781     | 0,10    | +0,10   | —      | —     |
|                   | Republikanische Partei Moldaus (PRM)                | 1.763     | 0,10    | +0,10   | —      | —     |
|                   | Partei "Patrioten Moldaus" (PPM)                    | 1.580     | 0,09    | +0,09   | —      | —     |
|                   | Ökologische Partei „Grüne Allianz“ Moldaus (PEMAVE) | 1.385     | 0,08    | −0,33   | —      | —     |
|                   | Arbeitspartei (PM)                                  | 873       | 0,05    | +0,05   | —      | —     |
|                   | Unabhängige Kandidaten                              | 18.832    | 1,09    | +1,09   | —      | —     |
| Gesamt            | Gesamt                                              | 1.720.993 | 100,00  |         | 101    |       |
| Gültige Stimmen   | Gültige Stimmen                                     | 1.720.993 | 99,31   |         |        |       |
| Ungültige Stimmen | Ungültige Stimmen                                   | 11.951    | 0,69    |         |        |       |
| Wahlbeteiligung   | Wahlbeteiligung                                     | 1.732.944 | 63,37   |         |        |       |
| Wahlberechtigte   | Wahlberechtigte                                     | 2.811.469 | 100,00  |         |        |       |
| Quelle:           |                                                     |           |         |         |        |       |

### Gewählte Abgeordnete
| - Liste der PCRM 1. Vladimir Voronin 2. Zinaida Greceanîi 3. Iurie Muntean 4. Maria Postoico 5. Mark Tkaciuk 6. Igor Dodon 7. Vadim Mișin 8. Vladimir Vitiuc 9. Irina Vlah 10. Grigore Petrenco 11. Galina Balmoș 12. Anatolie Zagorodnîi 13. Violeta Ivanov 14. Vasilii Șova 15. Serghei Sîrbu 16. Oxana Domenti 17. Zinaida Chistruga 18. Miron Gagauz 19. Vasilii Panciuk 20. Alla Mironic 21. Alexandr Bannicov 22. Mihail Poleanschi 23. Sergiu Stati 24. Zurabi Todua 25. Anatolie Gorilă 26. Elena Bodnarenco 27. Constantin Starîș 28. Veaceslav Bondari 29. Veronica Abramciuk 30. Oleg Reidman 31. Eduard Mușuc 32. Vladimir Eremciuk 33. Oleg Garizan 34. Oleg Babenco 35. Victor Mîndru 36. Serghei Filipov 37. Artur Reșetnicov 38. Inna Șupac 39. Tatiana Botnariuc 40. Alexandr Petcov 41. Gheorghe Popa 42. Gheorghe Anghel | - Liste der PLDM 1. Vlad Filat 2. Alexandru Tănase 3. Mihai Godea 4. Liliana Palihovici 5. Iurie Leancă 6. Grigore Belostecinic 7. Vladimir Hotineanu 8. Nicolae Juravschi 9. Iurie Țap 10. Lilia Bolocan 11. Valeriu Ghilețchi 12. Mihail Șleahtițchi 13. Angel Agache 14. Ion Balan 15. Tudor Deliu 16. Veaceslav Ioniță 17. Valeriu Streleț 18. Simion Furdui 19. Chiril Lucinschi 20. Gheorghe Mocanu 21. Grigore Cobzac 22. Alexandru Cimbriciuc 23. Ion Butmalai 24. Ghenadie Ciobanu 25. Nicolae Olaru 26. Ivan Ionaș 27. Nae-Simion Pleșca 28. Anatolie Dimitriu 29. Maria Ciobanu 30. Petru Vlah 31. Andrei Vacarciuk 32. Petru Știrbate | - Liste der PDM 1. Marian Lupu 2. Vladimir Plahotniuc 3. Valeriu Lazăr 4. Igor Corman 5. Dumitru Diacov 6. Marcel Răducan 7. Andrian Candu 8. Valentina Buliga 9. Pavel Filip 10. Vasile Botnari 11. Alexandru Stoianoglo 12. Raisa Apolschii 13. Iurie Bolboceanu 14. Valeriu Guma 15. Anatolie Ghilaș | - Liste der PL 1. Mihai Ghimpu 2. Anatolie Șalaru 3. Corina Fusu 4. Ion Hadârcă 5. Valeriu Munteanu 6. Oleg Bodrug 7. Boris Vieru 8. Vladimir Lupan 9. Victor Popa 10. Vadim Cojocaru 11. Ana Guțu 12. Gheorghe Brega |

## Präsidentschaftswahl
Am 8. Februar entschied das moldauische Verfassungsgericht nach einer Klage von vier Abgeordneten der Kommunisten, dass das Parlament allein dazu berechtigt ist zu entscheiden, wann eine Präsidentschaftswahl stattfinden soll, selbst für den Fall, dass die zweimonatige Amtszeit des Interimspräsidenten bereits abgelaufen ist. Damit wird eine Auflösung des Parlaments sowie vorzeitige Parlamentswahlen vermieden und die Regierung bleibt im Amt. Das Urteil hatte zur Folge, dass keine erneute Präsidentschaftswahl stattfand. Am 16. März 2012 wurde der parteilose Jurist Nicolae Timofti schließlich zum neuen Präsidenten Moldaus gewählt.